# 오쿤의 법칙

1947년부터 2002년까지 미국의 분기별 데이터를 사용한 오쿤의 법칙을 나타낸 그래프이다. GNP 변화율(%) = 0.856 - 1.827*(실업률의 변화). R^2 = 0.504. 다른 추계 결과와의 차이는 부분적으로 분기 데이터를 사용했기 때문이다.

오쿤의 법칙(Okun's law)이란, 한 나라의 산출량과 실업(失業) 사이에 경험적으로 관찰되는 안정적인 음(-)의 상관관계이다. 이 법칙에 따르면 한 나라의 실업률이 자연실업률에서 1% 상승할 때마다 산출량이 약 2.5% 하락한다고 한다.
이 법칙의 이름은 1962년에 실업과 경제성장과의 관계를 밝힌 미국의 경제학자 오쿤(en:Arthur Okun)의 이름을 따온 것이다.

## 의미
오쿤의 법칙은 경험법칙이다. 따라서 생산성과 같은 다른 요소는 고려하지 않고 있다. 본래 오쿤 본인이 생각했던 법칙은 산출량이 3% 증가하면, 실업률은 1% 감소하고, 경제활동인구 비율은 0.5% 감소, 1인당 노동 시간은 0.5% 감소하며, 시간당 산출량은 1% 증가한다는 것이었다.
이 관계는 국가와 시기에 따라 변화하는 것이다.
이 관계는 GDP 또는 GNP 성장률과 실업률의 변화를 이용하여 귀납적으로 증명되고 있다. Martin Prachowny는 실업률이 1% 상승할 때 산출량이 3% 감소한다고 추산하였다(Prachowny 1993). 산출량의 변화에 대해 실업률의 민감도는 시간이 지날 수록 상승하고 있다. Andrew Abel과 Ben Bernank는 최근의 자료를 사용해서 1%의 실업률 상승이 산출량 2% 감소를 가져온다고 추산하였다(Abel and Bernanke, 2005).
실업이 증가하면,
- 임금으로 인한 자금순환의 승수효과가 감소한다.
- 실망 실업자는 통계에 포함되지 않는다.
- 취업자의 노동 시간이 짧아진다.
- 필요 이상의 고용을 유지하기 때문에 노동생산성이 떨어진다.

때문에 실업률의 증가보다 GDP의 변화가 더욱 빠른 것이라고 볼 수 있다.
오쿤의 법칙은 노동 생산성이 상승하고 경제 활동 인구 비율이 증가하면, 실업률의 감소 없이 산출량의 증가가 가능하다는 것을 보여준다는 데서 고용없는 성장을 설명하는 데 유용하게 쓰이기도 한다. 이것은 또한 GDP가 양의 값을 가져도 실업률은 증가할 수 있다는 것을 나타내기도 한다.

## 수학적 설명
다음과 같이 증명할 수 있다 (Abel & Bernanke 2005) :
{\displaystyle ({\overline {Y}}-Y)/{\overline {Y}}=c(u-{\overline {u}})}
- {\displaystyle {\overline {Y}}}는 완전고용상태에서의 잠재산출량(GDP)
- {\displaystyle Y}는 실제 총산출량
- {\displaystyle {\overline {u}}}는 자연실업률
- {\displaystyle u}는 실제 실업률
- {\displaystyle c}는 실업의 변화와 산출량의 변화의 상관 계수

단, {\displaystyle c}는 0보다 크다.
위의 식에서 {\displaystyle {\overline {Y}}} 와 {\displaystyle {\overline {u}}}는 측정할 수 없는 값이기 때문에 실제로 적용하는 데 어려움이 있다. 따라서 다음과 같은 형태가 더욱 일반적이다 :
{\displaystyle \Delta Y/Y=k-c\Delta u\,}:
- {\displaystyle Y} 와 {\displaystyle c} 의 정의는 위와 동일
- {\displaystyle \Delta Y}는 어떤 기준년도와 다음해의 실제 산출량의 변화
- {\displaystyle \Delta u}는 어떤 기준년도와 다음해의 실제 실업률의 변화
- {\displaystyle k}는 완전고용상태에서의 산출량의 평균성장률

## 참고 문헌
- 정운찬·김영식, 《거시경제학》, 율곡출판사, 제8판 ISBN 978-89-91830-21-9
- Abel, Andrew B. & Bernanke, Ben S. (2005). Macroeconomics (5th ed.). Pearson Addison Wesley. ISBN 0-321-16212-9.
- Baily, Martin Neil & Okun, Arthur M. (1965) The Battle Against Unemployment and Inflation: Problems of the Modern Economy. New York: W.W. Norton & Co.; ISBN 0-393-95055-7 (1983; 3rd revised edition).
- Case, Karl E. & Fair, Ray C. (1999). Principles of Economics (5th ed.). Prentice-Hall. ISBN 0-13-961905-4.
- Knotek, Edward S. "How Useful Is Okun's Law." 보관됨 2010-12-17 - 웨이백 머신 Economic Review, Federal Reserve Bank of Kansas City, Fourth Quarter 2007, pages 73–103.
- Prachowny, Martin F. J. (1993). "Okun's Law: Theoretical Foundations and Revised Estimates," The Review of Economics and Statistics, 75(2), p p. 331-336.
- Gordon, Robert J., Productivity, Growth, Inflation and Unemployment, Cambridge University Press, 2004

## 같이 보기
- GDP
- 실업률